# Psiloderces althepoides
Psiloderces althepoides là một loài nhện trong họ Ochyroceratidae. Loài này phân bố ở Borneo.